# Mehmed Selim
Le prince Mehmed Selim, né le 11 janvier 1870 à Constantinople et mort le 5 mai 1937 à Jounieh est un prince ottoman, le fils du sultan Abdülhamid II et de son épouse Bedriferek Kadın.

## Biographie
Mehmed Selim est né le 11 janvier 1870 au palais de Dolmabahçe, alors qu’Abdulhamid est encore prince. Sa mère est Bedrielerek Kadın. Il est éduqué en privé. Il est également nommé capitaine de l’armée ottomane. En 1909, après le renversement d’Abdulhamid, Selim le suit à Salonique et retourne à Constantinople l’année suivante.
A la dissolution de l’empire et du califat en 1924, la famille ottomane s’exile. Pendant ce temps, il est proclamé Sultan par les rebelles kurdes. Cependant, Mehmed Selim s’exile et s’installe à Jounieh au Liban. Il meurt le 5 mai 1937 et est enterré à la mosquée Selimiye de Damas,.

### Famille
Mehmed Selim s’est marié six fois et a trois enfants :
- Iryale Hanım (Daryal Marşania, Sukhumi, Abkhazie, 10 décembre 1870 – Constantinople, Palais Yıldız, 27 décembre 1904), marié à Constantinople, Palais Yıldız le 4 juin 1886, sœur de Nazikeda Kadın, consort du sultan Mehmed VI, tante de Mislimelek Hanım, épouse de Şehzade Mehmed Abdülkadir, et fille du prince Ali Hasan Bey Marsania et la princesse Fatma Horecan Aredba[4],[5],[6] ,et a un fils et une fille [7]:
  - Mehmed (1887, Constantinople, Yıldız Palace - 1890, Constantinople, Yıldız Palace, enterré dans la mosquée Yahya Efendi).
  - Nemika Sultan (9 mars 1888, Constantinople, Palais Yıldız – 6 septembre 1969, Bostanci, Istanbul, Turquie, enterré à Istanbul, cimetière Yahya Efendi, mausolée Ahmed Kemaleddin), marié à Constantinople, Yıldız Palace le 22 juin 1911 Ali Kenan Esin (1er novembre 1882, Constantinople - 4 avril 1961, Ankara, Turquie).
- Eflakyar Hanım (Batoumi, aujourd'hui en Géorgie – Jounieh, Grand Beyrouth, Liban, 1930), marié à Istanbul, à Yıldız Palace, fille de Gazi Muhammed Bey Şatipa.
- Nilüfer Hanım (Artvin, vers 1890 – Istanbul, 23 août 1943), marié à Constantinople, Yıldız Palace le 30 juin 1905 et a un fils :
  - Mehmed Abdülkerim (Constantinople, Palais Yıldız, 26 juin 1906 – New York, 3 août 1935), marié à Alep le 24 février 1930 et divorcé en 1931 Nimet Hanım (Damas, 25 décembre 1911 – Damas, 4 août 1981).
- Dürrüyekta Hanım (Adapazarı, 6 juin 1894 – mort Jounieh, Grand Beyrouth, Liban, c. 1965, et enterré à Tripoli), anciennement Hazinedar, marié à Constantinople, Yıldız Palace le 29 mars 1910, fille du prince Mirliva Zekeriya Pacha Karzeg, oncle de Bedrifeek Kadın et Şadiye Hanım[8].
- Gülnaz Hanım, marié à Istanbul, Yıldız Palace.
- Dilistan Hanım (née Leman, c. 1904 – Jounieh, Grand Beyrouth, Liban, 1er février 1951 et enterré au même endroit), marié à Sivas le 16 septembre 1918, fille d’Elbruzzade Osman Bey[9] et de Mevlüde Hanım.

### Honneurs et distinctions
- Ordres et décorations ottomans
  - Collier du Hanedan-ı-Ali-Osman
  -  Médaille Imtiyaz
- Commandes et décorations étrangères
  -  Ordre impérial de Léopold (1905)
  -  Ordre de l'Aigle rouge de Prusse et d’Allemagne (1906)
  -  Chevalier, 1ère classe Ordre de François-Joseph d’Autriche-Hongrie (1882)

### Şehzade Mehmed Selim dans la culture populaire
La série télévisée turque Payitaht: Abdülhamid, retrace les 13 dernières années du sultan Abdülhamid II depuis 2017, il est interprété par ilker kızmaz.